# Чупрене
Чупрене (болг. Чупрене) — село в Болгарии. Находится в Видинской области, административный центр общины Чупрене. Население составляет 563 человека. Неподалёку от села, в 10 км южнее — гора Миджур, высочайшая вершина Восточно-Сербских гор, близ села расположен одноимённый заповедник Чупрене.

## Политическая ситуация
Чупрене подчиняется непосредственно общине и не имеет своего кмета.
Кмет (мэр) общины Чупрене — Ванё Костадинов Костин (коалиция в составе 2 партий: Земледельческий народный союз (ЗНС), Движение за права и свободы (ДПС)) по результатам выборов в правление общины.

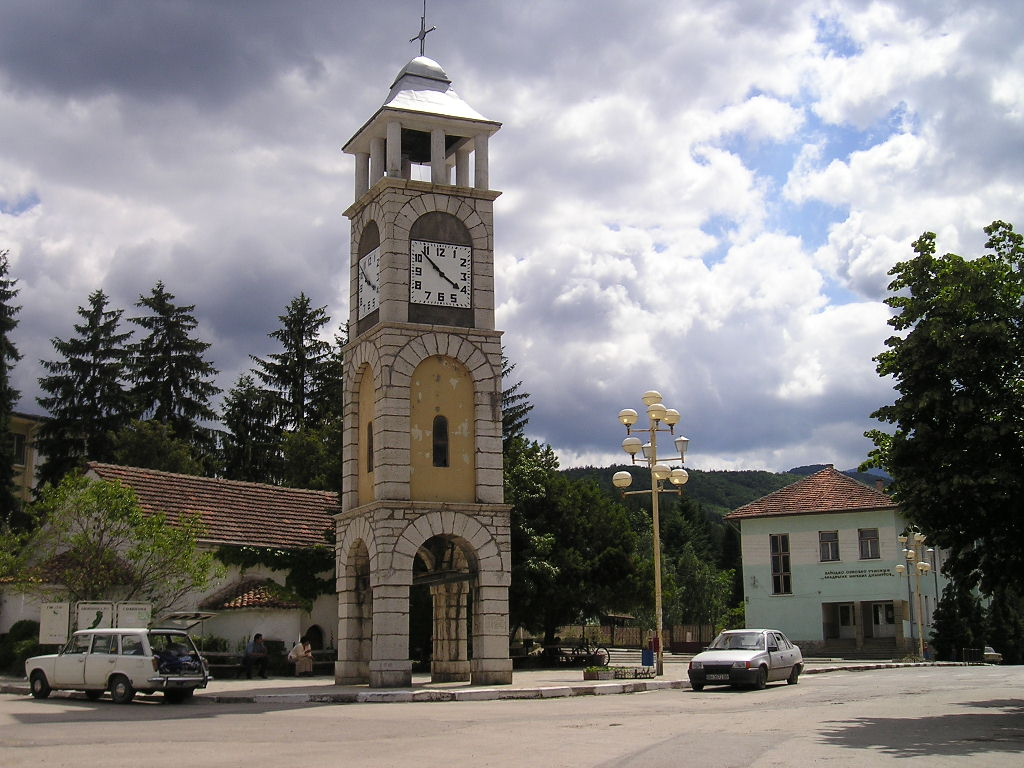
В центре села